# Brooklyn (phim)
Brooklyn là một phim tình cảm lịch sử, được phát hành 2015, đạo diễn bởi John Crowley và viết bởi Nick Hornby, dựa trên cuốn tiểu thuyết cùng tên của Colm Tóibín. Tài tử chính trong phim là Saoirse Ronan, Emory Cohen, Domhnall Gleeson, Jim Broadbent, và Julie Walters. Câu truyện xảy ra vào năm 1952, nói về một cô con gái Ireland di cư tới Brooklyn, New York, Hoa Kỳ, nơi cô ta bắt đầu một chuyện tình. Khi trở về nước dự đám tang của chị mình, cô ta lại gặp một chàng khác. Rồi cô ta phải lựa chọn một trong hai, cũng như giữa Hoa Kỳ và quê hương của mình.
Brooklyn được chiếu đầu tiên ở đại hội phim Sundance 2015 đạt được nhiều khen ngợi. Phim đã được đề nghị cho 3 giải Oscar: Phim hay nhất, Diễn viên chính xuất sắc nhất, và Kịch bản chuyển thể xuất sắc nhất.
Brooklyn là một bộ phim được sản xuất chung bởi Vương quốc Anh, Ireland và Canada.